# Listropsylla prominens
Listropsylla prominens är en loppart som beskrevs av Jordan 1930. Listropsylla prominens ingår i släktet Listropsylla och familjen mullvadsloppor. Inga underarter finns listade i Catalogue of Life.